# Улитино (Архангельская область)
Улитино — посёлок в Плесецком районе Архангельской области в 57 км северо-западней Плесецка. Центр муниципального образования сельское поселение Ярнемское.

## География
Посёлок расположен на реке Онега.

## История
Изначально на месте посёлка было образовано лесозаготовительное предприятие. Посёлок начал строиться в 1947—1948 годах спецпоселенцами в основном немцами-репатриантами. Новых жителей доставляли баржами по Онеге в Ярнемский стройучасток УЖД — так назывался посёлок изначально.

## Население
Численность населения деревни, по данным Всероссийской переписи населения 2010 года, составляла 493 человека. В 2009 году числилось 603 человека.

## Инфраструктура
- Школа
- ФАП

### Карты
- Топографическая карта P-37-09_10.